# Premier League (Antigua und Barbuda)
Die Premier League (vormals: Premier Division) ist die höchste Spielklasse der Antigua and Barbuda Football Association, dem nationalen Fußballverband von Antigua und Barbuda.

## Aktueller Modus
Die Premier League umfasst derzeit 10 Mannschaften, die an 18 Spieltagen in Hin- und Rückspiel den Meister der Antigua and Barbuda Football Association ermitteln. Neben dem Meister nimmt auch der Vizemeister an der CFU Club Championship, der Karibik-Klubmeisterschaft, der folgenden Saison teil. Die beiden letztplatzierten Mannschaften steigen direkt in die First Division, die zweithöchste Spielklasse des Verbandes, ab. Im Gegenzug steigen die beiden erstplatzierten Mannschaften der First Division direkt in die Premier League auf. Der Drittletzte spielt in einer Relegationsrunde gegen zwei Vertreter der First Division um einen weiteren Platz in der Premier League der folgenden Saison.

## Aktuelle Saison
An der Saison 2017/18 nahmen zehn Mannschaften mit folgendem Ergebnis teil.
- Greenbay Hoppers FC (Meister)
- Five Islands FC
- Parham FC
- Grenades FC
- Tyrum FC
- Swetes FC
- SAP FC
- Old Road FC (Teilnehmer Relegationsrunde)
- Pigotts Bullets FC (Direktabsteiger)
- Empire FC (Direktabsteiger)

Die Greenbay Hoppers FC konnten sich zum zweiten Mal den Meistertitel von Antigua und Barbuda sichern. Pigotts Bullets FC und Empire SC stiegen direkt in die First Division ab, Aston Villa FC und Liberta Blackhawks FC sofort auf. Daten zur Relegationsrunde (Old Road FC, Fort Road FC, Willikies FC) liegen leider nicht vor.

## Bisherige Meister
Rekordmeister der Antigua and Barbuda Football Association ist Empire FC mit bislang 13 Titelgewinnen. Insgesamt verteilen sich die seit der Saison 1962 ausgespielten Titel auf die nachstehenden 15 Mannschaften. Die Meister vereinzelter Spielzeiten sind dabei jedoch nicht mehr ermittelbar:
- Empire FC (13 Titel): 1969/70, 1970, 1971, 1972, 1973, 1974/75, 1978/79, 1987/88, 1991/92, 1997/98, 1998/99, 1999/00, 2000/01
- Parham FC (6 Titel): 1989/90, 2001/02, 2002/03, 2010/11, 2014/15, 2016/17
- Bassa SC (5 Titel): 2003/04, 2004/05, 2006/07, 2007/08, 2009/10
- Five Islands FC (5 Titel): 1977/78 sowie vier weitere Meisterschaften unbekannten Datums
- Lion Hill Spliff FC (4 Titel): 1982/83, 1993/94 sowie zwei weitere Meisterschaften unbekannten Datums
- Liberta SC (3 Titel): 1984/85, 1986/87, 2018/19
- English Harbour FC (3 Titel): 1994/95, 1995/96, 1996/97
- SAP FC (3 Titel): 2005/06, 2008/09, 2013/14
- Arsenal/Pan Am Jets FC (2 Titel): 1962, 1967
- Greenbay Hoppers FC (2 Titel): 2015/16, 2017/18
- Old Road FC (2 Titel): 2011/12, 2012/13
- Supa Stars FC (2 Titel): 1975/76, 1976/77
- Villa Lions FC (2 Titel): 1983/84, 1985/86
- Urlings Golden Stars (1 Titel): unbekanntes Datum
- Grenades FC (1 Titel): 2022/23
- All Saints United (1 Titel): 2023/24